# Tokunagaia rectangularis
Tokunagaia rectangularis är en tvåvingeart som först beskrevs av Maurice Emile Marie Goetghebuer 1940.  Tokunagaia rectangularis ingår i släktet Tokunagaia, och familjen fjädermyggor. Arten är reproducerande i Sverige.